# Quasi-Park Narodowy Chōkai
Quasi-Park Narodowy Chōkai (jap. 鳥海国定公園 Chōkai Kokutei Kōen) – quasi-park narodowy na Honsiu w Japonii.
Park leży na pograniczu prefektur: Akita i Yamagata, na terenie wokół góry Chōkai-san (2 236 m) i zajmuje powierzchnię 283,73 km². Obszar parku jest pod ochroną Międzynarodowej Unii Ochrony Przyrody, gdyż został oznaczony kategorią Ib, czyli jako obszar dzikiej przyrody.
Obszar ten został wyznaczony jako quasi-park narodowy 24 lipca 1963. Podobnie jak wszystkie quasi-parki narodowe w Japonii, jest zarządzany przez samorząd lokalny prefektury.